# Anbernic RG35XX
RG35XX je vertikální handheld herní konzole určená pro emulaci starých her. Je vyvíjená čínskou společností Shenzhen Yangliming Electronic Technology Co., Ltd. pod značkou Anbernic. Po kritice fanoušků obsahuje konzole od září roku 2023 již v základu jak nepříliš oblíbený tovární firmware přímo od výrobce, tak i firmware zvaný GarlicOS, vyvíjený uživatelem s přezdívkou Black Seraph. RG35XX je schopna bez jakýchkoli dodatečných modifikací spustit hry ze systémů Game Boy, Game Boy Color, Game Boy Advance, Sega Genesis, Nintendo Entertainment System, Super Nintendo Entertainment System a PlayStation.

## Další modely

#### RG35XX H
Kromě RG35XX Anbernic byla současně uvedena i horizontální verze RG35XX H, která má D-pad a ostatní tlačítka po stranách displeje, na rozdíl od vertikální základní verze RG35XX, která má D-pad s tlačítky pod displejem.

#### RG35XX PLUS
Nástupce původní konzole, který nabídl kromě fanoušky požadovaného Wi-Fi 5 modulu a Bluetooth 4.2 připojení také delší výdrž baterie, rychlejší čtyřjádrový ARM procesor Allwinner H700, výrazně výkonnější dvoujádrové GPU G31 MP2 a rychlejší 1GB LPDDR4 RAM. Tento upgrade umožňuje plynulejší hraní PS1 a Dreamcast her, u kterých se na starší verzi mohly vyskytovat problémy s výkonem.

## Ohlasy
YouTube kanál Retro Game Corps ve své videorecenzi označil konzoli jako skvělý poměr mezi cenou, výkonem a nostalgií. Vyzdvihl estetické zpracování, které se očividně inspirovalo u původní konzole Gameboy (GB).
RetroDodo ve své psané recenzi kritizuje neideální velikost handheldu, kdy není dostatečně malý, aby se klasifikoval do kategorie minihandheldů, ale ani dostatečně velký pro příjemné držení v dlaních. Kvůli nízké ceně by i přesto konzoli doporučili začátečníkům, kteří se chtějí připojit do světa retro hraní.